# Nenad Maslovar
Nenad Maslovar (n. 20 februarie 1967, Kotor, Republica Socialistă Muntenegru, RSF Iugoslavia) este un fost fotbalist muntenegrean.
În 1997, Maslovar a jucat 3 meciuri pentru echipa națională a Iugoslaviei.

## Statistici
| Iugoslavia | Iugoslavia | Iugoslavia |
| An         | Meciuri    | Goluri     |
| ---------- | ---------- | ---------- |
| 1997       | 3          | 0          |
| Total      | 3          | 0          |